# BRIT Awards 1977
La I edizione dei BRIT Awards si tenne nel 1977 nel Wembley Conference Centre. Lo show venne condotto da Michael Aspel.

## Vincitori
- Miglior registrazione non-britannica: Richard Burton e "Under Milk Wood"
- Miglior produttore britannico: George Martin
- Miglior album solista di musica classica: Jacqueline du Pré - "Elgar, Cello Concerto"
- Miglior album internazionale: Simon & Garfunkel - "Bridge over Troubled Water"
- Miglior album orchestrale: Benjamin Britten - "War Requiem"
- Miglior album britannico: The Beatles – "Sgt. Pepper's Lonely Hearts Club Band"
- Rivelazione britannica: Julie Covington
- Cantante femminile britannica: Shirley Bassey
- Gruppo britannico: The Beatles
- Cantante maschile britannico: Cliff Richard
- Singolo britannico: Queen - "Bohemian Rhapsody" & Procol Harum - "A Whiter Shade of Pale"  (Joint Winners)
- Outstanding Contribution: L.G. Wood and The Beatles (Joint Winners)